# Pływanie na Letnich Igrzyskach Olimpijskich 1932 – 200 m stylem klasycznym kobiet
200 m stylem klasycznym kobiet – jedna z konkurencji pływackich rozgrywanych podczas X Igrzysk Olimpijskich w Los Angeles. Eliminacje odbyły się 7 sierpnia, a finał 9 sierpnia 1932 roku.
Mistrzynią olimpijską została 16-letnia Clare Dennis z Australii, uzyskując czas 3:06,3 i poprawiając o prawie dwie sekundy swój rekord olimpijski z eliminacji. Srebrny medal zdobyła Japonka Hideko Maehata, która dotknęła ściany basenu 0,1 s później niż Dennis. Brąz wywalczyła rekordzistka świata na tym dystansie, Dunka Else Jacobsen.

## Rekordy
Przed zawodami rekord świata i rekord olimpijski wyglądały następująco:
| Rekord            | Zawodniczka    | Czas   | Miejsce   | Data            |       |
| ----------------- | -------------- | ------ | --------- | --------------- | ----- |
| Rekord świata     | Else Jacobsen  | 3:03,4 | Sztokholm | 11 maja 1932    |       |
| Rekord olimpijski | Hilde Schrader | 3:11,2 | Amsterdam | 8 sierpnia 1928 | [ 1 ] |

W trakcie zawodów ustanowiono następujące rekordy:
| Data       | Etap konkurencji | Zawodniczka  | Czas   | Rekord |
| ---------- | ---------------- | ------------ | ------ | ------ |
| 7 sierpnia | eliminacje       | Clare Dennis | 3:08,2 | OR     |
| 9 sierpnia | finał            | Clare Dennis | 3:06,3 | OR     |

## Wyniki

### Eliminacje
Do finału zakwalifikowały się dwie najlepsze pływaczki z każdego wyścigu oraz najszybsza zawodniczka spośród tych, które zajęły trzecie miejsca.
Wyścig eliminacyjny 1
| Miejsce | Zawodniczka      | Państwo           | Czas   | Uwagi |
| ------- | ---------------- | ----------------- | ------ | ----- |
| 1       | Clare Dennis     | Australia         | 3:08,2 | Q,    |
| 2       | Margaret Hoffman | Stany Zjednoczone | 3:14,7 | Q     |
| 3       | Dorothy Prior    | Kanada            | 3:33,2 |       |

Wyścig eliminacyjny 2
| Miejsce | Zawodniczka          | Państwo           | Czas   | Uwagi |
| ------- | -------------------- | ----------------- | ------ | ----- |
| 1.      | Else Jacobsen        | Dania             | 3:12,1 | Q     |
| 2.      | Ann Govednik         | Stany Zjednoczone | 3:15,9 | Q     |
| 3.      | Cecelia Wolstenholme | Wielka Brytania   | 3:24,5 |       |
| 4.      | Janet Sheather       | Kanada            | 3:46,1 |       |

Wyścig eliminacyjny 3
| Miejsce | Zawodniczka    | Państwo           | Czas   | Uwagi |
| ------- | -------------- | ----------------- | ------ | ----- |
| 1.      | Hideko Maehata | Japonia           | 3:10,7 | Q     |
| 2.      | Margery Hinton | Wielka Brytania   | 3:13,5 | Q     |
| 3.      | Jane Cadwell   | Stany Zjednoczone | 3:20,0 | q     |
| 4.      | Maria Lenk     | Brazylia          | 3:26,6 |       |

### Finał
| Miejsce | Zawodniczka      | Państwo           | Czas   | Uwagi |
| ------- | ---------------- | ----------------- | ------ | ----- |
| 1 !     | Clare Dennis     | Australia         | 3:06,3 | OR    |
| 2 !     | Hideko Maehata   | Japonia           | 3:06,4 |       |
| 3 !     | Else Jacobsen    | Dania             | 3:07,1 |       |
| 4.      | Margery Hinton   | Wielka Brytania   | 3:11,7 |       |
| 5.      | Margaret Hoffman | Stany Zjednoczone | 3:11,8 |       |
| 6.      | Ann Govednik     | Stany Zjednoczone | 3:16,0 |       |
| 7.      | Jane Cadwell     | Stany Zjednoczone | 3:18,2 |       |